# Rodrigo Franco Guerra
Rodrigo Franco Guerra (Piura, 1 de agosto de 1899 - Lima, 21 de mayo de 1979) fue un médico, estadista, catedrático y político peruano. Fundador y líder del Partido Aprista Peruano.

## Biografía
Rodrigo Franco nació en Piura, hijo del empresario y senador por Piura Juan Alberto Franco Echeandía y de Manuela Guerra Rojas. 
Estudió en los Colegios San Agustín y Guadalupe de Lima. Ingresó a la Facultad de Ciencias de la Universidad Nacional Mayor de San Marcos. En 1920, por la paralización de la clases en San Marcos, viajó a Estados Unidos, donde ingresó a la Escuela de Medicina de la Universidad Thomas Jefferson, en Filadelfia, donde culminó la carrera de medicina (1926). Realizó su práctica en el Hospital Howard.
Regresó al Perú en 1927, donde se dedicó al ejercicio de la profesión médica en la Maternidad de Lima. Fue reconocido como uno de los mejores ginecólogos del país. En la Universidad Nacional Mayor de San Marcos obtuvo el grado de doctor en Medicina (1939) y se dedicó a la docencia, teniendo a su cargo la cátedra de Obstetricia. 
En 1930 contrajo matrimonio con Graciela Valera González, con quien tuvo dos hijos: Luis Alberto y Graciela. Uno de sus nietos, Rodrigo Franco Montes de Peralta (hijo del Dr. Alberto Franco Valera), fue uno de los jóvenes líderes del APRA y una de las grandes promesas para el futuro del país, y tal vez por ello, a los 31 años de edad, fue asesinado por el grupo terrorista Sendero Luminoso.
Durante varios años fue concejal de la Municipalidad de Lima, enfocándose en los sectores menos favorecidos. 
En 1956 fue elegido Senador por Lima para el periodo legislativo (1956-1962). En 1958 fue elegido Presidente del Senado. 
En 1960, el presidente Manuel Prado Ugarteche lo designó Ministro de Salud Pública y Asistencia Social (1960-1961). En su gestión se inauguró el Hospital General de Arequipa, actual Hospital Regional Honorio Delgado y se inició la construcción del Hospital de Cajamarca y muchas otras obras más.
Fundó y dirigió la Clínica Franco (1941-1957). Fue miembro titular de la Academia Nacional de Medicina, de la Academia Peruana de Cirugía, de la Sociedad Peruana de Obstetricia y Ginecología y de numerosas instituciones científicas nacionales y extranjeras. Como un justo reconocimiento a su dedicación a la enseñanza la Universidad de San Marcos le concedió el título de Catedrático Emérito (1976).

La salud de la patria y su creciente progreso reclaman, no sólo de quienes tenemos el honor de estar investidos con el alto cargo de Representantes de la nación sino de toda la ciudadanía, nuestra consagración en mantener inconmovibles esas caras conquistas y a trabajar solidariamente por la grandeza del Perú.
Rodrigo Franco Guerra. De su discurso dado en la Cámara de Senadores. Lima, 27 de julio de 1958.